# Rivière Blanche
La Rivière Blanche (francés: "el río blanco") es un río del departamento francés de Ultramar de la Martinica.
Durante las tres últimas erupciones del monte Pelée (1851, 1902 y 1929), el Rivière Blanche recibió las corrientes de lodo hirviente llamadas lahares y, en el último caso, condujo además un gran flujo piroclástico hacia el mar, evitando así la devastación producida por los de los años anteriores.